# Neomicina
La  neomicina  è un antibiotico ad ampio spettro che appartiene alla famiglia degli amminoglicosidi.

## Meccanismo di azione
L'attività antibatterica della neomicina deriva dal legame con la subunità 30S del ribosoma procariotico, attraverso la quale inibisce la traduzione procariotica dell'mRNA; un meccanismo di azione simile a quello della streptomicina. La neomicina mostra anche un'elevata affinità di legame per il fosfatidilinositolo 4,5-bisfosfato (PIP2), un componente fosfolipidico delle membrane cellulari.

## Indicazioni
La neomicina è utilizzata localmente in casi di infezioni esterne, ad esempio nell'otite esterna.
Viene utilizzata anche (in associazione all'eritromicina) per la sterilizzazione della flora batterica intestinale nei casi di encefalopatia porto-sistemica o prima di un intervento chirurgico, come disinfettante intestinale nei casi di cirrosi epatica, nella disinfezione delle vie urinarie e (somministrato per via parenterale) per il trattamento della tubercolosi.
Esistono anche formulazioni (in associazione alla bacitracina) in pomate per uso dermatologico.

### Spettro
La neomicina è attiva sui batteri Gram-negativi, mentre l'effetto sui batteri gram positivi è solo parziale. Come tutti gli aminoglicosidi non viene assorbito dall'apparato gastrointestinale. 

## Controindicazioni
Sconsigliato in neonati.

## Effetti indesiderati
Fra gli effetti collaterali più frequenti si riscontrano nausea, rash cutaneo, senso di vomito.
La neomicina è relativamente tossica per l'uomo, le reazioni allergiche sono comuni. Il farmaco è anche un antagonista dell'acido gamma- aminobutirrico e può essere responsabile di convulsioni e psicosi. Come altri aminoglicosidi, la neomicina è ototossica, e può causare tinnito, perdita dell'udito e problemi vestibolari. 

## Uso in biologia cellulare
La resistenza alla neomicina può essere conferita dall'espressione di un gene neo, codificante per una amminoglicoside 3‘-fosfotransferasi. La cassetta di resistenza è comunemente inclusa in plasmidi utilizzati per stabilire linee cellulari stabili esprimenti proteine transgeniche così da poter rendere selezionabili tali linee. Molti plasmidi di espressione disponibili in commercio contengono neo come marcatore selezionabile. Le cellule non trasfettate sono selezionate negativamente quando la coltura è trattata con la neomicina. La neomicina o la kanamicina sono utilizzati per la selezione di procarioti mentre per cellule eucariote viene generalmente utilizzata la geneticina (G418).

## Storia
La neomicina è stata scoperta nel 1949 dal microbiologo Selman Waksman e dal suo studente Hubert Lechevalier alla Rutgers University. È prodotto naturalmente dal batterio Streptomyces fradiae. La sintesi richiede condizioni nutritive specifiche in ambiente aerobico. Il composto viene quindi isolato e purificato dal batterio.
La neomicina ha ricevuto l'approvazione per l'uso nel 1952.  Rutgers University ha ottenuto il brevetto per la neomicina nel 1957.